# Horornis canturians
Horornis canturians — вид горобцеподібних птахів родини Cettiidae. Можливо, є підвидом очеретянки китайської (Horornis diphone).

## Поширення
Птах гніздиться на північному сході Китаю, в Кореї та прилеглих районах Росії. Зимує на південному сході Китаю, на Тайвані та півночі Філіппін.

## Спосіб життя
Мешкає у лісистих районах. Полює на дрібних комах.